# Irial Faid
Irial Faid (ir. Irial Fáidh, Irial Prorok) – legendarny zwierzchni król Irlandii z dynastii Milezjan w latach 999-989 p.n.e. Najmłodszy syn zwierzchniego króla Irlandii Eremona i jego drugiej żony Tei, córki Lugaida, syna Itha.
Według średniowiecznych legend irlandzkich i historycznej tradycji, stał się zwierzchnim królem Irlandii po pokonaniu i zabiciu Era, Orby, Ferona i Fergny, synów Emera Finna, w bitwie pod Cuil Marta. Ci bowiem zabili jego braci przyrodnich Luigne’a i Laigne’a. Jednak Roczniki Czterech Mistrzów podały, że po pół roku rządów czterech synów Emera Finna, nastąpiło drugie półrocze rządów Nuady I Nechta, zaś ich czasy panowania razem tworzyły jeden rok. Niewykluczone, że rocznikarze średniowieczni uważali Nuadę za uzurpatora, a Iriala za legalnego władcę. W czasie swego panowania oczyścił szesnaście równin, zbudował siedem królewskich fortów. Trzy razy walczył z Fomorianami, a czwarty raz z Fir Bolgami. Po dziesięciu latach rządów zmarł w Magh Muaidhe. Został zastąpiony przez swego syna Eithriala. Lebor Gabála Érenn („Księga najazdów Irlandii”) umieściła jego śmierć podczas panowania Tautanesa, króla Asyrii (1191-1182 p.n.e. Kroniki Euzebiusza z Cezarei).